# Jão

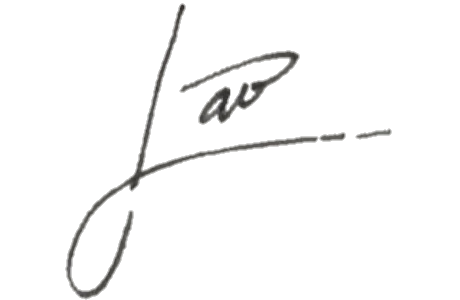
Firma di Jão

Jão, pseudonimo di João Vitor Romania Balbino (Américo Brasiliense, 3 novembre 1994), è un cantautore brasiliano.

## Biografia
Il soprannome 'Jão' deriva da sua sorella che lo chiamava con quel nome sin da quando erano bambini. Durante la sua infanzia, Jão ha avuto come riferimenti artistici la cantante Marisa Monte e il cantante Cazuza, che lo hanno influenzato a mostrare il suo talento in spettacoli nel teatro della scuola e prendere lezioni di strumenti come chitarra, tastiera e flauto. Quindi, ha iniziato a comporre e produrre da solo nella sua camera da letto all'interno di San Paolo. All'età di 17 anni, si trasferì nella città di San Paolo per studiare Pubblicità e Propaganda all'Universidade de São Paulo, ma rinunciò per intraprendere la carriera musicale, cantando anche nei bar e nei karaoke per guadagnare soldi. L'incentivo per iniziare una carriera professionale nella musica è arrivato dagli amici Pedro Tófani e Renan Silva, che hanno aiutato il cantante a realizzare video per YouTube. In un'intervista, il cantante ha affermato che il bullismo che ha subito a scuola è stato il motivo decisivo per diventare un cantante.

## Vita privata
La sessualità di Jão è stata oggetto di speculazioni sin dall'inizio della sua carriera. Nel novembre 2020, durante un'intervista con rivista Quem, l'artista ha rivelato di non etichettarsi: "Non ho mai sentito il bisogno di limitare il genere della persona con cui mi sarei relazionato o di sceglierle un nome. [...] La mia sessualità non è aperta al dibattito in questo senso, di 'essere questo o quello'".

## Discografia

### Album in studio
- 2018 – Lobos
- 2019 – Anti-herói
- 2021 – Pirata
- 2023 – Super

### Album dal vivo
- 2020 – Turnê anti-herói (Ao vivo)

### EP
- 2018 – Primeiro

### Singoli
- 2016 – Dança pra mim (con Pedrowl)
- 2017 – Ressaca
- 2017 – Álcool
- 2018 – Imaturo
- 2018 – Vou morrer sozinho
- 2018 – Me beija com raiva
- 2019 – Louquinho
- 2019 – Enquanto me beija
- 2020 – Me liga (con Ivete Sangalo)
- 2020 – Codinome beija-flor/O tempo não para
- 2021 – Coringa
- 2021 – Amor pirata
- 2021 – Fugitivos (con Luísa Sonza)
- 2022 – Sim (con Nando Reis)
- 2023 – Pilantra (con Anitta)
- 2023 – Jardins da Babilônia (con Julia Mestre)
- 2023 – Idiota (solo o con Danna Paola)
- 2024 – Mal (con Gustavo Mioto)

## Tournée
- 2018/19 – Turnê lobos
- 2019/20 – Turnê anti-herói
- 2022 – Turnê pirata
- 2024/25 – SuperTurnê